# Vladimir Cosma

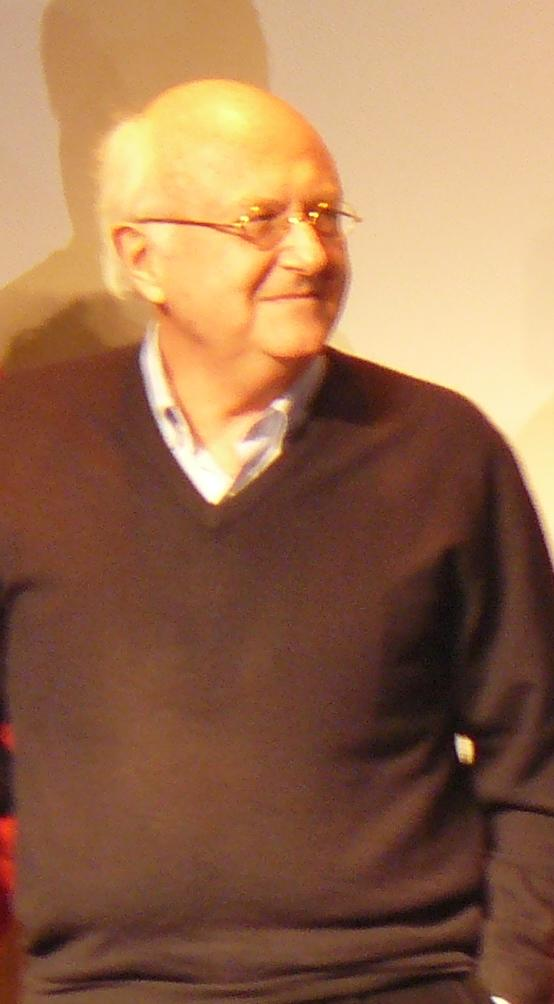
Vladimir Cosma

Vladimir Cosma (n. 13 aprilie 1940, București, România) este un violonist, compozitor și dirijor român, născut la București, România, într-o familie de muzicieni. Tatăl său, Theodor Cosma, a fost  pianist și dirijor, mama sa, Carola,  a fost autor- compozitor,  unchiul său, Edgar Cosma, a fost compozitor și dirijor, iar una dintre bunici a fost pianistă, elevă a celebrului Ferrucio Busoni.
După câștigarea primelor sale premii la Conservatorul Național de la București, Vladimir Cosma ajunge la Paris (unde emigrase unchiul Edgar), în 1963, unde își va continua studiile cu Nadia Boulanger și la Conservatorul Național din Paris. Pe lângă formația clasică, s-a simțit atras, de foarte tânăr, de muzica de jazz, muzica de film și toate formele muzicilor populare.
Începând din 1964, a efectuat numeroase turnee în lume concertând ca violonist, dar, curând, se va consacra din ce în ce mai mult compoziției. Scrie diferite lucrări printre care: „Trois mouvements d’été” pentru orchestră simfonică, „Oblique” pentru violoncel și orchestră, muzică pentru scenă și balet („Volpone” pentru Comedia Franceză, opera „Fantômas”, etc.).
În 1968, Yves Robert îi încredințează prima muzică de film: „Alexandre le Bienheureux”. De atunci, Vladimir Cosma a compus mai mult de trei sute de partituri pentru filme de lung metraj sau seriale TV. Cinematografia îi datorează numeroase succese în colaborare în special cu: Yves Robert, Gérard Oury, Francis Veber, Claude Pinoteau, Jean-Jacques Beineix, Claude Zidi, Ettore Scola, Pascal Thomas, Pierre Richard, Yves Boisset, André Cayatte, Gérard Lauzier, Jean-Pierre Mocky, Edouard Molinaro, Jean-Marie Poiré, printre care: Marele Blond cu un pantof negru, Diva, Aventurile rabinului Jacob, La Boom, La Chevre, La Gloire de mon Pere, Le Diner de cons... De asemenea, compozitorul a participat cu succes la realizarea unor importante producții pentru televiziunile  franceză și americană: Michel Strogoff, Fata lui Mistral, Cheateau Vallon, Misterele Parisului, Les coeurs brules.
Muzica de film i-a permis să abordeze și să aprofundeze diferite tendințe muzicale: jazz-ul (cu opere scrise pentru mari soliști ca: Toots Thielmans, Chet Baker, Don Byas, Stéphane Grappelli, Jean-Luc Ponty, Philip Catherine, Tony Coe, Pepper Adams), melodii (pentru Nana Mouskouri, Marie Laforêt, Richard Sanderson, Diane Dufresne, Herbert Léonard, Mireille Mathieu, Nicole Croisille, Lara Fabian, Guy Marchand etc.), lucrări de inspirație folclorică (pentru Gheorghe Zamfir, Stanciu Simion „Syrinx”-nai, Liam O’Flynn- cimpoi, Romane- chitară) precum și formele clasice („Concertul Berlinului pentru vioară și orchestră”, „Concertul pentru eufoniu și orchestră”, „Concertul iberic pentru trompetă și orchestră”, „Scurt-metraje pentru cvintete de alămuri”)
și
în 2006, a dirijat, în premieră mondială, creația „Divertisment pentru narator și orchestră simfonică”, după Fabulele lui Jean de La Fontaine, într-un concert dat la Victoria Hall din Geneva, cu Orchestre de la Suisse Romande, avându-l ca recitator pe Lambert Wilson.
Vladimir Cosma a compus opera „Marius și Fanny”, după Marcel Pagnol, a cărei premieră a avut loc la Opera din Marsilia, în distribuție cu Roberto Alagna și Angela Gheorghiu, în rolurile titulare și Jean-Philippe Lafont, în rolul lui César.
În 2008 a scris partitura comediei muzicale „Aventurile Rabinului Iacob” care s-a jucat în premieră la Palatul Congreselor din Paris, avându-i ca interpreți pe Eric Métayer, Marianne James, Spike, Julie Victor.
În iunie 2009, Vladimir Cosma a dirijat, în premieră mondială, în Biserica Sainte-Madeleine de Béziers, cantata „1209”, pentru soprană, recitator, cor de copii și orchestră, pe care a compus-o cu prilejul centenarului „Masacrului de la Béziers”.
În paralel, s-a consacrat dirijării și rescrierii propriilor compoziții muzicale pentru film, în scopul de a fi interpretate în afara sălilor de cinematograf, în cadrul concertelor de muzică simfonică. A dat între altele un concert la Geneva cu L'Orchestre de la Suisse Romande în 2003, o serie de concerte cu L'Orchestre National de Lyon în același an, trei concerte la Paris, în sala „Le Grand Rex” în 2005, un concert excepțional cu L'Orchestre National de l'Ile-de France la Teatrul Chatelet din Paris în 2010.
Dirijează mari orchestre simfonice în Franța și în străinătate, în compania unor soliști prestigioși ca Ivry Gitlis, Vadim Repin, Wilhelmenia Fernandez, Silvia Marcovici, Patrice Fontanarosa, Jean-Luc Ponty, Didier Lockwood, Stanciu Simion „Syrinx”, Philip Catherine.
În anul 2009, a apărut la editura „Hors Collection” o carte de interviuri cu Vincent Perrot, intitulată „Vladimir Cosma comme au cinéma”, și de curând, o antologie discografică a compozitorilor pentru film, regrupând 91 de benzi originale integrale în două volume.
În 2010, postul de televiziune France 3 i-a consacrat două seri difuzând concertul de la Teatrul Chatelet și un film documentar intitulat „Vladimir Cosma Intime”.
Vladimir Cosma  a primit două premii Cézar pentru „Cea mai bună muzică de film”: „Diva” (1982) și „Le Bal” (1984), apoi două premii 7 d'Or pentru „Cea mai bună muzică TV” în 1986 și 1991 și diferite premii și distincții în Franța și în lume.
Vladimir Cosma a obținut numeroase Discuri de Aur și Platină în întreaga lume: Franța, Germania, Japonia, Anglia, Elveția, Belgia, Italia, Olanda, Scandinavia, etc.
Vladimir Cosma este Cavaler al Ordinului Național al Legiunii de Onoare, Mare Ofițer al Meritului Cultural Român și Comandor al Ordinului „Des Arts et des Lettres”.

## Filmografie selectivă

### Anii 1960
- 1966 Le Plus Vieux Métier du monde de Jean-Luc Godard, Claude Autant-Lara, Philippe de Broca. –Film cu sketch-uri– Muzica de Michel Legrand și Vladimir Cosma.
- 1966Oum, le Dauphin Blanc (Desene animate - 52 episoade) Muzică compusă împreuna cu Michel Legrand -  aranjamente și orchestrație.
- 1967 But de Dominique Delouche  - scurtmetraj
- 1967 Alexandre le bienheureux de Yves Robert
- 1967 Du mou dans la gachette de Louis Grospierre – aranjamente
- 1967 L’Homme à la Buick de Gilles Grangier - aranjamente
- 1968 Maldonne de Sergio Gobbi
- 1968 Les Prisonniers de la liberté / Prisonners of freedom / Aserei Hahofesh ( Prizonierii Libertății) de Yona Zaretsky
- 1968 Sayarim  de Micha Shagrir – aranjamente și dirijat de orchestră
- 1968 Pour un amour lointain (Pentru o dragoste îndepărtată) d’Edmond Séchan – aranjamente și dirijat de orchestră
- 1968 Aventurile lui Tom Sawyer (Les Aventures de Tom Sawyer) de Wolfgang Liebeneiner și Mihai Iacob – serial de televiziune
- 1968 Moartea lui Joe Indianul de Wolfgang Liebeneiner și Mihai Iacob
- 1969 Clérambard de Yves Robert
- 1969 Appelez-moi Mathilde (Spune-mi Matilda) de Pierre Mondy  – aranjamente și dirijat de orchestră
- 1969 Le Miroir de la terre (Oglinda Pământului) d’Edmond Séchan  - scurtmetraj

### Anii 1970
- 1970 Distratul (Le Distrait) de Pierre Richard
- 1970 Térésa de Gérard Vergez
- 1970 Caïn de nulle part  de Daniel Daërt
- 1971 Les Malheurs d’Alfred de Pierre Richard
- 1971 Tang de André Michel - série TV, 13 x 26’
- 1972 Marele blond cu un pantof negru de Yves Robert
- 1972 Les Zozos de Pascal Thomas
- 1972 Les Félines ( Felinele) de Daniel Daërt
- 1972 Neither by Day Nor by Night / Lo B’Yom V’Lo B’Layla de Steven Hilliard Stern
- 1973 L’Affaire Crazy Capo de Patrick Jamain
- 1973 Pleure pas la bouche pleine de Pascal Thomas
- 1973 La Dernière bourrée à Paris de Raoul André
- 1973 Les Grands Sentiments font les bons gueuletons  de Michel Berny
- 1973 Salut l’Artiste de Yves Robert
- 1973La Raison du plus fou de François Reichenbach
- 1973 Aventurile rabinului Jacob (Les Aventures de Rabbi Jacob) de Gérard Oury
- 1973 Le Dingue de Daniel Daërt
- 1973 Les Grands Détectives de Jacques Nahum, Jean-Pierre Decourt, Jean Herman, Alexandre Astruc, etc… -serial de televiziune, 6 x 52’
- 1973 La Main enchantée de Michel Subiela – film de televiziune
- 1974 La Rivale de Sergio Gobbi
- 1974 Le Chaud Lapin de Pascal Thomas
- 1974 Îmi sare țandăra (La Moutarde me monte au nez) de Claude Zidi
- 1974 La Gueule de l’emploi de Jacques Rouland
- 1974 Întoarcerea marelui blond Le Retour du Grand Blond de Yves Robert
- 1974 La Virée superbe de Gérard Vergez
- 1975 Dupont Lajoie de Yves Boisset
- 1975 La Course à l’échalote de Claude Zidi
- 1975 Catherine et Cie de Michel Boisrond
- 1975 Le Faux-cul de Roger Hanin
- 1975 Le Téléphone Rose de Edouard Molinaro
- 1975 Adios de André Michel – mini-serie TV, 3 x 90’
- 1975 Hugues-le-Loup  de Michel Subiela – film de televiziune
- 1975 Monty Python Sacré Graal / The Holy Graal de Terry Giliam, Terry Jones
- 1975 TF1 (Muzica postului de televiziune și a jurnalului/știrilor.)
- 1975 Cinéma du Dimanche  (Muzica de deschidere)
- 1976 Les Œufs brouillés de Joël Santoni
- 1976 La Surprise du chef de Pascal Thomas
- 1976 Le Jouet de Francis Veber
- 1976 Un Eléphant ça trompe énormément d'Yves Robert
- 1976 Dracula père et fils de Edouard Molinaro
- 1976 Aripioară sau picior? (L’Aile ou la Cuisse)  de Claude Zidi
- 1976 A chacun son enfer / Autopsie d’un monstre d'André Cayatte
- 1976 Michel Strogoff de Jean-Pierre Decourt  -serial de televiziune, 7 x 55’
- 1976 Le Collectionneur de cerveaux / Les Robots pensants de Michel Subiela- film de televiziune
- 1976 L’Assassinat de Concino Concini de Gérard Vergez –film de televiziune
- 1976 Les Mystères de Loudun de Gérard Vergez – film de televiziune
- 1976 Silence …on tourne  de Roger Coggio
- 1977 Le Chien de Monsieur Michel de Jean-Jacques Beineix – scurtmetraj
- 1977 Nous irons tous au paradis d'Yves Robert
- 1977 Un Oursin dans la poche de Pascal Thomas
- 1977 Animalul (L’Animal) de Claude Zidi
- 1977 Vous n’aurez pas l’Alsace et la Lorraine de Coluche
- 1977 La Mer promise de Jacques Ertaud – film de televiziune
- 1977 Les Confessions d’un enfant de Cœur de Jean L’Hôte – film de televiziune
- 1977 Vaincre à Olympie de Michel Subiela  - film de televiziune
- 1977 Les Filles de Malemort  de Daniel Daërt
- 1977 Où vont les poissons rouges ? de André Michel – film de televiziune
- 1977 Richelieu de Jean-Pierre Decourt  - serial de televiziune, 6 x 52’
- 1977 Enquête posthume sur un vaisseau fantôme de Michel Subiela – film de televiziune
- 1977 Les Jeunes Filles de Lazare Iglesis – mini serial de televiziune, 2 x 90’
- 1977 Le Loup blanc de Jean-Pierre Decourt – mini serial de televiziune, 3 x 55’
- 1977 L’Affaire des poisons de Gérard  Vergez  -film de televiziune
- 1978 Zâzania (La Zizanie) de Claude Zidi
- 1978 La Raison d’Etat d'André Cayatte
- 1978 Sunt timid, dar mă tratez (Je suis timide... mais je me soigne) de Pierre Richard
- 1978 Cause toujours... tu m’intéresses ! d'Edouard Molinaro
- 1978 Confidences pour confidences de Pascal Thomas
- 1978 L’Enlèvement du Régent / Le Chevalier d’Harmental de Gérard Vergez- film de televiziune
- 1978 Madame le Juge - Episode n°1 : Le Dossier Françoise Muller d'Edouard Molinaro  - TV
- 1978 Les Grandes Conjurations – Episode : Le Connétable de Bourbon de Jean-Pierre Decourt - TV
- 1978 Histoires insolites. Episode 1 : La Stratégie du serpent d'Yves Boisset  - TV
- 1978 Plein les poches pour pas un rond de Daniel Daërt
- 1978 L’Equipage d'André Michel  - film de televiziune
- 1978 Médecins de nuit de Nicolas Ribowski, Bruno Gantillon, Jean-Pierre Prévost, Philippe Lefèbvre, Peter Kassovitz...  – 6 episoade de televiziune, 44 x 55’
- 1979 La Dérobade de Daniel Duval
- 1979 Courage fuyons d'Yves Robert
- 1979 C’est pas moi c’est lui de Pierre Richard
- 1979 Ils sont grands ces petits de Joël Santoni
- 1979 Histoires de voyous : Les Marloupins de Michel Berny - TV
- 1979 Histoires de voyous : La Belle Affaire de Louis Grospierre  - TV
- 1979 La Servante de Lazare Iglesis – film de televiziune
- 1979 La Belle vie de Lazare Iglesis – film de televiziune
- 1979 Duos sur canapé de Marc Camoletti
- 1979 Les Aventures de David Balfour (Kinapped) de Jean-Pierre Decourt  -serial de televiziune, 6 x 55’
- 1979 La Fabrique, un conte de Noël de Pascal Thomas  - film de televiziune
- 1979 Le Baiser au lépreux d'André Michel – film de televiziune
- 1979 Sam et Sally de Nicolas Ribowski, Jean Girault, Robert Pouret et Joël Séria –prima serie TV, 6 x 55’
- 1979 Sam et Sally de Joël Santoni  -a doua serie TV, 6 x 55’

### Anii 1980
- 1980 La Femme enfant / L’Ombre du loup de Raphaële Billetdoux
- 1980 Inspecteur la Bavure de Claude Zidi
- 1980 Diva de Jean-Jacques Beineix - César pentru cea mai bună muzică de film
- 1980 Le Bar du téléphone de Claude Barrois
- 1980 La Boum de Claude Pinoteau
- 1980 Celles qu’on a pas eues de Pascal Thomas
- 1980 Le Coup du parapluie de Gérard Oury
- 1980 Laat de Dokter mar shuiven de Nikolai van der Heyde
- 1980 L’Antichambre de Michel Bienvenu  - scurtmetraj
- 1980 Petit Déjeuner compris  de Michel Berny  - serial de televiziune, 6 x 52’
- 1980 Les Mystères de Paris d'André Michel – serial de televiziune, 6 x 52’
- 1980 Les Roses de Dublin de Lazare Iglesis  -serial de televiziune, 6 x 52’
- 1980 Les Maîtres sonneurs de Lazare Iglesis  - film de televiziune
- 1981 Les Sous-doués en vacances de Claude Zidi
- 1981 Une Affaire d’hommes de Nicolas Ribowski
- 1981 Pourquoi pas nous ? de Michel Berny
- 1981 Capra (La Chèvre) de Francis Veber
- 1981 L’Année prochaine... si tout va bien de Jean-Loup Hubert
- 1981 La Grande Pitié du Comte de Gruyère de Lazare Iglesis – film de televiziune
- 1981 La Double vie de Théophraste Longuet  de Yannick Andreï  - mini serial TV, 3 x 90’
- 1981 La Vie des autres / L’Ascension de Catherine Sarrazin de Jean-Pierre Prévost – film de televiziune
- 1981 Pollufission 2000 de Jean-Pierre Prévost –film de televiziune
- 1981 La Guerre des insectes de Peter Kassovitz – film de televiziune
- 1982 Jamais avant le mariage de Daniel Ceccaldi
- 1982 Le Père Noël est une ordure de Jean-Marie Poiré
- 1982 La Boum 2 de Claude Pinoteau
- 1982 Tout le monde peut se tromper de Jean Couturier
- 1982 Asul așilor (L'As des as) de Gérard Oury
- 1982 L’Adieu aux As  de Jean-Pierre Decourt – serial de televiziune, 6 x 52’
- 1982 Les Dames à la licorne de Lazare Iglesis – mini serial , 2 x 90’
- 1982 La Veuve rouge d'Edouard Molinaro – mini serial, 2 x 90’
- 1982 Un Adolescent d’autrefois  d'André Michel  - film de televiziune
- 1983 Le Bal d'Ettore Scola. César pentru cea mai bună muzică
- 1983 Le Prix du danger d'Yves Boisset
- 1983 Banzaï de Claude Zidi
- 1983 Les Compères de Francis Veber
- 1983 P’tit Con de Gérard Lauzier
- 1983 L’Etincelle de Michel Lang
- 1983 Retenez moi... ou je fais un malheur ! de Michel Gérard
- 1983 Biniky le Dragon Rose /Serendipity monogatari pure to no nakamatachi – TV, desene animate -  Melodia genericului
- 1983 La Chambre des dames de Yannick Andreï – serial de televiziune, 10 x 52’
- 1983 La Jeune femme en vert de Lazare Iglesis – film de televiziune
- 1984 A șaptea țintă (La Septième Cible) de Claude Pinoteau
- 1984 Just The Way You Are d'Edouard Molinaro
- 1984 Le Jumeau d'Yves Robert
- 1984 La Tête dans le sac de Gérard Lauzier
- 1984 Billet doux – TV- de Michel Berny – serial de televiziune, 6 x 60’
- 1984 L’Homme de Suez de Christian-Jaque – serial de televiziune, 6 x 52’
- 1984 L’Amour en héritage (Mistral Daughter) de Douglas Hickox / Kevin Connor- serial de televiziune, 8 x 55’
- 1984 La Bavure de Nicolas Ribowski – mini serial TV, 3 x 55’
- 1984 Hello Einstein / Einstein de Lazare Iglesis – serial de televiziune, 6 x 55’
- 1984 Châteauvallon de Paul Planchon et Serge Friedman – serial de televiziune, 26 x 52’
- 1985 Les Rois du gag de Claude Zidi
- 1985 Astérix et la surprise de César de Pierre et Gaëtan Brizzi - Film de desene animate
- 1985 Le Gaffeur de Serge Pénard
- 1985 Drôle de samedi de Bay Okan
- 1985 La Galette du roi de Jean-Michel Ribes
- 1985 Les Mondes engloutis de Michel Gauthier – Desene animate – 2 serii de televiziune, 52 x 26’
- 1986 Mort un dimanche de pluie de Joël Santoni
- 1986 Les Fugitifs de Francis Veber
- 1986 Astérix chez les Bretons de Pino Van Lamsweerde - Film de desene animate
- 1986 Lévy et Goliath de Gérard Oury
- 1986 L’Eté 36 d'Yves Robert – mini serial de televiziune, 2 x 90’
- 1986 Claire de Lazare Iglesis – film de televiziune
- 1986 Le Tiroir secret de Michel Boisrond, Edouard Molinaro, Nadine Trintignant, Roger Guilloz... – serial de televiziune, 6 x 52’
- 1986 Vive la Comédie de Jacques Fabbri, Jean-Luc Moreau, Paul Planchon, Jean-Pierre Bisson…  - serial de televiziune, 10 x 90’
- 1986 Tour de France de Philippe Monnier -  mini serial de televiziune, 2 x 52’
- 1987 Le Moustachu de Dominique Chaussois
- 1987 Cœurs croisés de Stéphanie de Mareuil
- 1987 Promis…  juré ! de Jacques Monnet
- 1987 La Petite Allumeuse de Danièle Dubroux
- 1987 L’Or noir de Lornac de Tony Flaadt – serial de televiziune
- 1987 Rahan, fils des âges farouches  de Alain Sion – serial de desene animate de televiziune, 26 x 26’
- 1987 Nitwits de Nikolai van der Heyde
- 1988 L’Etudiante de Claude Pinoteau
- 1988 Corps z’à corps d'André Halimi
- 1988 La Vouivre de Georges Wilson
- 1988 Les Pique-assiettes de Dominique Giuliani, Gilles Amado, Jean-Luc Moreau... – serial de televiziune, 26 x 26’
- 1988 M’as-tu vu ? de Jean-Michel Ribes et Eric Le Hung – serial de televiziune, 6 x 52’
- 1988 Julien Fontanès Magistrat – Episode «La Bête noire » de Michel Berny – film de televiziune
- 1988 La Belle anglaise 2 de Jacques Besnard – serial de televiziune, 6 x 52’
- 1989 Il gèle en enfer de Jean-Pierre Mocky
- 1989 Les Grandes Familles d'Edouard Molinaro – serial de televiziune, 4 x 84’
- 1989 L’Eté de la révolution de Lazare Iglesis  - filme de televiziune
- 1989 Till We Meet Again /  Le Secret de Château Valmont– de Charles Jarrott- serial de televiziune, 3 x 100’
- 1989 Les Sœurs du Nord / SOS Disparus  de Joël Santoni – film de televiziune
- 1989 Le Retour d’Arsène Lupin de Michel Wyn, Jacques Besnard, Philippe Condroyer, Michel Boisrond...- serial de televiziune, 12 x 56’
- 1989 Mésaventures d’Elise Durupt -  serial de televiziune, 161 x 26’
- 1989 Intrigues de Maurice Dugowson și alții- serial de televiziune, 187 x 26’

### Anii 1990
- 1990 La Gloire de mon père d'Yves Robert
- 1990 Le Château de ma mère d'Yves Robert
- 1990 La Pagaille de Pascal Thomas
- 1990 La Belle anglaise 2 de Jacques Besnard  - serial de televiziune, 6 x 52’
- 1990 Night of the Fox / Le Complot du Renard de Charles Jarrott – filme de televiziune, 2 x 90’
- 1990 Edouard et ses filles de Michel Lang  - serial de televiziune, 6 x 55’
- 1990 The Nighmare Years / Les Années infernales  d'Anthony Page – serial de televiziune, 4 x 90’
- 1990 Le Gorille : Le Pavé du Gorille de Roger Hanin – film de televiziune
- 1990 Le Déjeuner de Sonseyrac de Lazare Iglesis – film de televiziune
- 1990 Passions  - film serial, 57 x 26’
- 1990 Côté cœur  - film serial, 68 x 26’
- 1991 La Neige et le Feu de Claude Pinoteau
- 1991 Myster Mocky  présente :La Méthode Barnol de Jean-Pierre Mocky – film de televiziune
- 1991 Myster Mocky  présente :Dis-moi qui tu hais de Jean-Pierre Mocky – film de televiziune
- 1991 Myster Mocky  présente :La Vérité qui tue de Jean-Pierre Mocky – film de televiziune
- 1991 La Totale ! de Claude Zidi
- 1991 La Montre, la croix et la manière / The Favour, the Watch and the Very Big Fish de Ben Lewin
- 1992 Ville à vendre de Jean-Pierre Mocky
- 1992 Coup de jeune de Xavier Gélin
- 1992 Le Souper d'Edouard Molinaro
- 1992 Le Bal des casse-pieds d'Yves Robert
- 1992 Les Coeurs brûlés de Jean Sagols – film serial
- 1992 La Femme abandonnée  d'Edouard Molinaro –film serial
- 1993 Cuisine et Dépendances de Philippe Muyl
- 1993 Le Mari de Léon de Jean-Pierre Mocky
- 1993 La Soif de l’or de Gérard Oury
- 1993 Mercedes mon amour de Bay Okan
- 1993 Le Boeuf clandestin de Lazare Iglesis - film de televiziune
- 1993 Trois jours pour gagner de Michel Berny, Alain Nahum…- film serial, 13 x 27’
- 1994 Montparnasse-Pondichéry d'Yves Robert
- 1994 Bonsoir de Jean-Pierre Mocky
- 1994 Cache Cash de Claude Pinoteau
- 1994 L’Affaire de Sergio Gobbi
- 1994 Les Yeux d’Hélène de Jean Sagols  - film serial, 9 x 90’
- 1994 Dazzle / Les Racines du Coeur de Richard A. Colla  - mini serial TV, 2 x 90’
- 1995 Les Sables mouvants de Paul Carpita
- 1995 Les Nouveaux exploits d’Arsène Lupin d'Alain Nahum, Nicolas Ribowski – film serial
- 1996 Le Jaguar de Francis Veber
- 1996 Le Plus Beau Métier du monde de Gérard Lauzier
- 1996 Les Palmes de Monsieur Schutz de Claude Pinoteau
- 1996 Faisons un rêve  de Jean-Michel Ribes – film de televiziune
- 1996 Le Cheval de coeur de Charlotte Brandstrom – film de televiziune
- 1996 Berjac : Coup de maître  de Jean-Michel Ribes – film de televiziune
- 1996 Berjac : Coup de théâtre de Jean-Michel Ribes - film de televiziune
- 1997 Soleil de Roger Hanin
- 1997 Drôle de père  de Charlotte Brandstrom – film de televiziune
- 1997 Maître da Costa – Episodul : Le Doigt de Dieu (Degetul lui Dumnezeu) de Bob Swaim - TV
- 1998 La cină cu un gogoman (Le dîner de cons) de Francis Veber
- 1998 La Femme du Boulanger de Nicolas Ribowski - film de televiziune
- 1999 Le Schpountz de Gérard Oury
- 1999 Le Fils du Français de Gérard Lauzier
- 1999 Le Monde à l’envers  de Charlotte Brandstrom –  mini serial TV, 2 x 90’
- 1999 La Fiction des Guignols de Bruno Le Jean  - film de televiziune
- 1999 Voleur de cœur de Patrick Jamain – film de televiziune

### Anii 2000
- 2000 La Vache et le Président de Philippe Muyl
- 2000 La Trilogie Marseillaise : Marius,  Fanny,  César de Nicolas Ribowski – mini serial TV, 3 x 95’
- 2001 Le Placard de Francis Veber
- 2001 Le Monde à l’envers – Episode 3 : Le Secret d’Alice de Michaël Perrotta- TV
- 2002 Les Homards de l’utopie / Marche et rêve ! de Paul Carpita
- 2002 Clémy de Nicolas Ribowski - téléfilm
- 2002 Action justice - Episodul 1 : Une mère indigne  (O mama nedemna) d'Alain  Schwartzstein - TV
- 2003 Le Furet de Jean-Pierre Mocky
- 2003 Action justice - Episodul 2 : Un mauvais médecin  de Jean-Pierre Igoux – TV
- 2003 Action justice - Episodul 3 : Déclaré coupable  d'Alain Nahum - TV
- 2004 Albert est méchant d'Hervé Palud
- 2004 Le Président Ferrare d'Alain Nahum – serial TV
- 2004 Touristes, Oh yes ! de Jean-Pierre Mocky
- 2005 Grabuge de Jean-Pierre Mocky
- 2005 Les Ballets écarlates de Jean-Pierre Mocky
- 2005 Le Bénévole de Jean-Pierre Mocky
- 2006 Le Temps des porte-plumes de Daniel Duval
- 2006 Le Deal de Jean-Pierre Mocky
- 2007 13, French Street de Jean-Pierre Mocky
- 2007 Myster Mocky présente de Jean-Pierre Mocky – serial TV:
- 2007 Le Diable en Embuscade cu Jean-Hugues Anglade cu B. Putzulu.
- 2007 Le Farceur  cu Michel Galabru si Charles Berling.
- 2007 Un Eléphant dans un Magasin de Porcelaine cu Micheline Presle și Jean-Pierre Mocky.
- 2007 Service rendu cu Richard Bohringer și Smadi Wolfman.
- 2007 La Clinique Opale cu Didier Bourdon și Tom Novembre.
- 2007 La Cellule Insonorisée cu Claude Brasseur și Patricia Barzyk.
- 2008 Myster Mocky présente de Jean-Pierre Mocky – serial de televiziune :
- 2008 Témoins de Choix cu Lorant Deutsch și Dominique Pinon.
- 2008 Le Jour de l’Exécution cu Michel Piccoli și Frédéric Diefenthal.
- 2008 Dans le Lac cu Arielle Dombasle, Stanislas Merhar, Aurélien Wiik.
- 2008 Morts sur commande cu Richard Bohringer și Jean-Pierre Mocky.
- 2008 Chantage à Domicile cu Laurent Gerra, Rufus și Henry Guibet.
- 2008 L’Energumène / Symbole d’autorité cu Régis Laspalès.
- 2009 Climax de Frédéric Sojcher – scurtmetraj
- 2009 Colère de Jean-Pierre Mocky – film de televiziune
- 2009 Myster Mocky présente de Jean-Pierre Mocky – serial TV:
- 2009 Le Voisin de cellule cu Jean-Paul Rouve și Richard Bohringer.
- 2009 De Quoi Mourir de rire cu Louise Monot, Stanislas Merhar și Philippe Chevalier.
- 2009 Sauvetage cu Richard Anconina, Bernard Lecoq și Zinédine Soualem.
- 2009 Un Risque à courir cu Gaspard Ulliel, Elsa Zylberstein.
- 2009 Une si gentille serveuse cu Micheline Presle, Zoé Félix și Aurélien Wiik.
- 2009 Haine mortelle cu Pierre Mondy și Dominique Pinon.
- 2010 Les Insomniaques de Jean-Pierre Mocky
- 2010 Crédit pour tous de Jean-Pierre Mocky
- 2010 Myster Mocky présente de Jean-Pierre Mocky – serial TV:

L’Aide cu Cristiana Reali, Bruno Todeschini și Patricia Barzyk.
- 2010 La Cadillac cu Arielle Dombasle și Frédéric Diefenthal.

Martha in Memoriam cu Mathieu Demy, Virginie Ledoyen și François Vincentelli.
- 2010 Meurtre entre amies cu Victoria Abril  și Dominique Lavanant
- 2010 L’Ultime bobine cu Stomy Bugzy și Richard Gotainer.
- 2010 La Voix de sa conscience cu Michèle Bernier, Daniel Russo.
- 2011 Le Dossier Toroto de Jean-Pierre Mocky
- 2011 Calomnies de Jean-Pierre Mocky
- 2011 Hitler à Hollywood (H/H) de Frédéric SOJCHER

## Opere, muzică de scenă
- Fantômas, opera de cameră după lucrările de Robert Desnos réalisé par Eve Griliquez (1970)
- Volpone, muzică de scenă și de balet pentru Comedia Franceză, pusă în scenă de Gérard Vergez (1971)
- Alcazar de Paris, muzică și cântece de revistǎ ale cabaretului Alaczar, de Frantz Salieri (1986)
- Miss France, muzică, balet și cântece (2000, 2001, 2003, 2004)
- Marius et Fanny, operă în douǎ acte după opera lui Marcel Pagnol (2007)
- Aventurile Rabinului Jacob, comedie muzicală de  Patrick Timsit (2008)

### Lucrări simfonice bazate pe muzică originală de film
- L’As des As - Uvertură (2001 - 2002)
- La Boum - suite orchestrale (1991)
- La Gloire de mon Père, Le Château de ma mère - suite orchestrale (1991- 2006) Habanera, Vacanta, Isabelle, Parcul Borelli, Massalia Rag, Valsul Augustinei
- Le Grand Blond avec une chaussure noire - Dans Românesc (1991)
- Michel Strogoff – suite orchestrale (1995) -  Tema Nadiei, Dansul Tartar
- Les Aventures de Rabbi Jacob – Dansuri Hasidice (1996)
- Le Bal, pentru trompetă și orchestrǎ (1994)
- La Course à l’échalote – suite orchestrale (1995)
- La Dérobade  (Solitudine) (1995)
- Le Jaguar (Tema aventurii) (1999)
- Les Aventures de David Balfour (Legenda lui David) (2006)
- Le Placard  (2001)
- La Chèvre (La Cabra) pentru kena sau nai și orchestră (2002)
- Les Compères (1991)
- Les Fugitifs – suite orchestrale (1991)
- La Boum 2 – suite orchestrale (1998)
- Diva (Promenade  sentimentale ) versiune orchestrală (2002)
- Un Eléphant, ça trompe énormément  (Hello Marilyn) (1991)
- L’Eté  36 – suite orchestrale (1995)
- L’Amour en héritage – versiune orchestrală (1996)
- Châteauvallon – versiune orchestrală (1999)
- Les Cœurs brûlés – versiune orchestrală (1996)
- Le Bal des casse-pieds (Les Casse-pieds) – pentru soliști de jazz și orchestră  (1999)
- Le Bal des casse-pieds (Les Casse-pieds) – versiune orchestrală (1999)
- Salut l’Artiste (Yves et Danièle) pentru soliști de jazz și orchestră (1999)
- L’Aile ou la Cuisse (Concert Gastronomic)  pentru soliști de jazz și orchestră (2003)
- Le Père Noël au Paradis – suite bazate pe muzică de film : Le Père Noël est une ordure, Nous irons tous au Paradis, pentru soliști de jazz și orchestră (1996 - 1999)
- Le dîner de cons, pentru soliști de jazz și orchestră (2002)

### Lucrări pentru soliști și orchestră
- Oblique, pentru violoncel și orchestră de coarde (1969)
- Concert pentru Eponiu și orchestră (comanda Festivalului și Concursului internațional de Tubă de Guebwiller, 1997)
- Concert Iberic, pentru trompetă și orchestră ( creație pentru Concursul internațional de instrumente de alamă al orașului Narbonne, 1998)
- Concerto de Berlin, pentru vioară și orchestră

-	 Versiunea filmului  La 7ème Cible (1984) – env. 9’
-	versiunea integrală (2001) – env.29’

### Muzică vocal- simfonică
- Eh bien ! Dansez maintenant, ( Ei bine ! Acum dansați) divertisment după fabulele lui Jean de la Fontaine pentru recitare și orchestră simfonică (2006)
- Cantate  1209 , pemtru recitare, soprană, cor de copii și orchestră (2009)
- Reality din filmul La Boum, pentru voce de tenor și orchestră (2001)
- L’Amour en héritage  (Only Love), pentru soprană și orchestră (1996)
- Your Eyes din filmul La Boum 2, pentru soprană și orchestră(1998)
- Les Cœurs brûlés, pentru soprană și orchestră (1996)
- Divine din filmul Diva  pentru soprană și orchestră (1996)
- Aria lui Wally din filmul Diva (A. Catalani, argt. V.Cosma), pentru soprană și orchestră (1980)
- You call it Love din filmul L’Etudiante pentru soprană și orchestră (2002)
- Eternity din filmul La Vouivre  pentru soprană și orchestră (2002)

### Lucrări pentru orchestră simfonică de suflători cu sau fără soliști
- Concert pentru Eufoniu și orchestră armonică (comanda Festivalului și Concursului internațional de Tubă de la Guebwiller, 1997)
- Concert Iberic,  pentru trompetă și orchestră armonică ( creată pentru Concursul internațional de instrumente de alamă  al orașului Narbonne, 1998)
- La Boum – suite orchestrale armonice (2010)
- La Gloire de mon Père, Le Château de ma mère  - suite orchestrale armonice (2009) - Habanera, Vacanta, Isabelle, Valsul Augustinei
- Marele Blond cu un pantof negru – Dans Românesc (2010)
- Michel Strogoff - suite orchestrale armonice (2008) –Tema Nadiei, Dans Tartar
- Aventurile Rabinului Jacob– Dansuri Hasidice (2007)
- L’Aile ou la Cuisse  - Concert Gastronomic (2007)
- Les Saxs Brothers al filmului Nous irons tous au Paradis pentru Cvintet de saxofoane, Pian, Contrabas, și Tobe (2008)

Muzică de cameră, reducții

### Scurtmetraje Cvintet de instrumente de alamă (comanda Festivalului și Concursului internațional de la Narbonne, 1996)
- 9  Culegeri de Muzică de Film,  pentru instrumente soliste și acompaniament de pian - Flaut, Clarinet, Oboi, Saxofon alto, Corn, Eufoniu, Trompetă, Trombon, Vioară (2011)
- Concert pentru Eufoniu și Orchestră, reducție pentru Eufoniu și Pian (1997)
- Concerto Ibérique,  reducție pentru Trompetă și Pian (1998)
- Concerto de Berlin, reducție pentru Vioară și Pian

-  versiunea filmului La 7ème Cible – env. 9’ (1984 – rev.1999)
-	versiune integrală  – env.29’ (2002)
- Eh bien ! Dansez maintenant –  divertisment după Fabulele lui Jean de la Fontaine- partitură pentru recitare și Pian (2006)
- Marius et Fanny, reducție pentru Pian si Canto (2007)
- Cantate  1209, reducție pentru Pian, Recitare, Soprană, Cor de copii (2009)

### Muzică pentru pian
- Muzica Filmelor lui Vladimir Cosma, Volumele 1, 2, 3, 4  (1982-1990)
- La Gloire de mon père – Le Château de ma mère, culegere pentru pian (1990)

### Muzică vocală, melodii
- 2 culegeri pentru voce și pian

– Les plus belles chansons Cinéma & Télévision (Cele mai frumoase cântece Cinema și Televiziune) – volumul 1 (1996), : Vladimir Cosma – Les plus belles chansons  Cinéma & Télévision (Cele mai frumoase cântece Cinema și Televiziune)  – volumul 2 (1996)
- Peste o sută de cântece, printre care:
  - Reality, din filmul  La Boum, interpretat de  Richard Sanderson (1980)
  - L’Amour en héritage (Only Love), interpretat de  Nana Mouskouri (1984)
  - Destinée, din filmele Le Père Noël est une ordure  și  Les Sous-doués en vacances, interpretat de Guy Marchand (1982)
  - Puissance et Gloire, din serialul de televiziune Châteauvallon , interpretat de  Herbert Léonard (1985)
  - Your Eyes, din filmul  La Boum 2 , interpretat de  Cook Da Books (1982)
  - Le Ciel, La Terre et l’eau, din filmul  Alexandre Le Bienheureux, interpretat de Isabelle Aubret (1968)
  - Un Souvenir heureux din serialul de televiziune Tiroir secret, interpretat de Diane Dufresne (1986)
  - You call it Love, din filmul  L’Etudiante , interpretat de Karoline Krüger (1988)
  - My Life, din serialul de televiziune  Till we meet again, interpretat de Mireille Mathieu (1989)
  - Je n’ai pas dit mon dernier mot d’amour, din filmul  La Dérobade, interpretat de Nicole Croisille (1979)
  - L’Année prochaine si tout va bien, interpretat de Sofie Kremen (1981)
  - Ballade de Clérambard, din filmul Clérambard , interpretat de Marie Laforêt (1969)
  - Pour l’Amour, din serialul de televiziune  La Chambre des Dames , interpretat de Annick Thoumazeau (1983)
  - Les Cœurs brûlés, interpretat de Nicole Croisille (1992)
  - Laisse-moi rêver, din filmul  La Neige et le feu, interpretat de Lara Fabian (1991)
  - Les Mondes Engloutis, interpretată de Mini Star (1985)
  - Maybe you’re wrong, din filmul  La Boum 2, interpretat de Freddie Meyer (1982)
  - Go on for ever, din filmul  La Boum, interpretat de Richard Sanderson și Chantal Curtis (1980)
  - Get it together, din filmul Inspecteur La Bavure, interpretat de Chantal Curtis (1980)

## Distincții
- 1981: Discurile de Aur și de Platină pentru B.O.F.: Diva, La Boum.
- César pentru cea mai bună muzică de film pentru  Diva.
- 1982: Premiul Festivalului de la Moscova pentru muzica filmului Diva.
- Discurile de Aur și de Platină pentru B.O.F.: La Boum 2.
- 1983: Marele Premiu pentru Muzica de Film (Sacem) pentru întreaga sa activitate la Cannes.
- 1984: César pentru cea mai bună muzică de film acordat filmului  Le Bal.
- 1985: Discurile de Aur și de Platină pentru B.O.F.: L’Amour en Héritage, Les Mondes Engloutis, Châteauvallon.
- 1986: 7 d’Or pentru cea mai bună muzică pentru televiziune: filmul în două L’été 36.
- Nominalizarea la gradul de Comandor al Artelor și Literelor : « Commandeur des Arts et des Lettres »
- 1988: Discul de Aur pentru  B.O.F. filmului L’Etudiante.
- 1990: Marele Premiu Sacem pentru întreaga operă muzicală audiovizuală : « Œuvre musicale audiovisuelle ».
- 1991: 7 d’Or  pentru cea mai bună muzică de film pentru televiziune.
- 1995: Medalia de onoare a orașului Beauvais.
- 2000: Medalia de onoare a Consiliului General a departamentului Yonne
- 2001: Premiul Philip Award din Varșovia: cele mai bune realizări în domeniul muzicii de film european
- 2003: Marele Premiu Sacem pentru muzică de film.
- 2004: Numit Mare Ofițer al Meritului Cultural Român.
- Numit Cavaler al Ordinului Național al Legiunii de Onoare.
- 2005: Lumière d’Honneur – Festivalul La Ciotat, Leagănul Cinema-ului.
- 2006: Medalia de onoare a Orașului și Nas/Ctitor al Școlii Municipale de Muzica Vandoeuvre les Nancy.
- 2007: Omagiu și Medalie de onoare din partea Orașului Carbourg
- 2008: Trofeul  «Phenix Award » pentru întreaga activitate la Festivalul Film Spa din Belgia
- 2009: Omagiu și Medalie de onoare acordata de Orașul Béziers.
- 2010: Premiul  Henri Langlois al Cinematecii Franceze 2010